# Вайцеховский, Михаил Емельянович
Михаил Емельянович Вайцеховский (2 апреля 1896, деревня Денисенки, Витебская губерния — 23 февраля 1942, Воронеж) — советский командир, активный участник Гражданской и Великой Отечественной войн. Гвардии полковник. Командир Воронежского добровольческого коммунистического полка (1941—1942).

## Биография
По легенде — внебрачный сын белорусской горничной и польского пана. Узнав о беременности, пан выдал горничную за своего цыганского конюха.
Участвовал в Первой мировой войне. За храбрость, проявленную в боях, был награждён именным пистолетом от Николая II с надписью «Доблестнейшему из моих сынов. Николай». К концу войны был уже в чине прапорщика.
С октября 1918 года — в Красной армии. В Гражданскую войну был адъютантом командира и командиром 1-го Революционного пехотного полка. Затем — командир 1-й бригады Сводной дивизии шеристанской колонны войск Северного Кавказа, командир Ессентукского боевого участка (в документах иногда именовался Ессентукским фронтом), командир 295-го стрелкового полка. Далее командовал стрелковыми бригадами в 50-й Таманской, 49-й стрелковой и в 20-й стрелковой дивизиях, а затем командовал 1-й сводной Азербайджанской стрелковой бригадой. В конце войны командовал полками в 28-й стрелковой дивизии.
Награждён именным пистолетом от Климента Ворошилова.
Как указано во многих публикациях о М. Е. Вайцеховском, во время гражданской войны он дважды был награждён орденом Красного Знамени и представлен к третьему, но награждение не состоялось, поскольку Вайцеховский был приговорён к расстрелу (документы не опубликованы, по одной из версий — за то, что на плацу высек замполита плёткой, по другой — за то, что при преследовании басмачей с захваченными пленными угрожал уничтожить аул, в котором те укрылись, если пленные не будут возвращены живыми). Расстрел заменили практически ссылкой — в Дальневосточный военный округ. Достоверных данных о трибунале и о расстрельном приговоре также не опубликовано. Кроме того, в годы гражданской войны Вайцеховский был награждён только одним орденом Красного знамени, причём это был орден Азербайджанской ССР в 1921 году, а вторым орденом он был награждён уже когда более двух лет в армии не служил.

## Жизнь в межвоенное время
По окончании гражданской войны продолжал службу. Командовал 14-м Кавказским стрелковым полком, был помощником командира 5-го стрелкового полка 5-й отдельной Кавказской стрелковой бригады. В 1922 году был уволен в бессрочный отпуск (в 1939 году был уволен из армии по болезни).
Находился на руководящей хозяйственной работе. В 1926 году вступил в ВКП(б). Жил с семьёй в Воронеже, в Больничном переулке (ныне — улица Вайцеховского); руководил строительной конторой металлоконструкций.

## На фронтах Великой Отечественной войны
С июля 1941 года — вновь в армии по личной просьбе. Сначала назначен заместителем командира Воронежской дивизии народного ополчения. В июле—августе 1941 года руководил созданием полка народного ополчения в Воронеже. Воронежский добровольческий коммунистический полк был сформирован 21 августа (в Первомайском саду), его командиром был назначен полковник М. Е. Вайцеховский. В составе 1-й ордена Ленина гвардейской стрелковой дивизии полк прошёл боевой путь от Воронежа до Вены. Во второй половине сентября 1941 года полк уже находился на боевых позициях в Сумской области. После разгрома немцев под Москвой полк, наступая в передовых рядах дивизии, продвинулся вперёд на 160 километров, освободив от захватчиков сотни сёл и городов. Затем был назначен командиром 4-го гвардейского стрелкового полка 1-й гвардейской стрелковой дивизии.
В конце февраля 1942 года полк вёл тяжёлые бои на территории Курской (теперь Белгородской) области. Особенно жестокие бои развернулись у села Лески. Войска противника заняли господствующую над местностью высоту, попытки выбить их не увенчались успехом, батальоны полка несли большие потери.
Полковник Вайцеховский ещё до боя за село должен был убыть на новую должность командира 81-й стрелковой дивизии (вместо погибшего 18 февраля генерал-майора В. С. Смирнова), но упросил начальство повременить с отъездом до решающего боя и 22 февраля 1942 года решил возглавить атаку 1-го батальона на высоту. Когда он подходил к расположению батальона, был тяжело ранен разорвавшейся около него немецкой миной, на следующий день умер в госпитале. В это время полк поднялся в атаку и выбил войска противника из села Лески.
Похоронен в Воронеже в воинском некрополе, находящемся в детском парке «Орлёнок», рядом с могилами генерал-лейтенанта П. С. Пшенникова и генерал-майора В. С. Смирнова.

## Семья
Жена — Антонина Савельевна.
Сыновья:
- Михаил, командир полка во время Великой Отечественной войны, кавалер ордена Ленина.
- Сергей (24.8.1930 — 17.09.2002), с золотой медалью окончил Воронежское суворовское военное училище и с отличием — военный институт иностранных языков, заслуженный тренер СССР по плаванию, главный тренер сборной СССР, профессор, доктор педагогических наук;
  - внучка — Елена (род. 1958), советская спортсменка, олимпийская чемпионка по прыжкам в воду с десятиметровой вышки (1976), журналист, спортивный комментатор;
  - внук — Михаил (род. 1964), выпускник Института военных переводчиков.

## Награды
- Два ордена Красного Знамени (17.10.1923, 29.12.1941)
- Орден Красного Знамени Азербайджанской ССР (8.11.1921)
- именное оружие

## Память
В 1965 году именем М. Е. Вайцеховского названа улица в Воронеже, на которой он проживал до Великой Отечественной войны.
На могиле М. Е. Вайцеховского в 1963 году установлен бюст (автор — скульптор Ф. К. Сушков); обновлён в 2012 году.